# Местночтимые святые
Местночти́мые святы́е — в исторических церквях святые, канонизированные в рамках отдельной епархии или почитаемые лишь в определённом регионе и не имеющие общецерковного почитания.

## Понятие
Исторически в Христианской церкви святые различались не только по ликам (преподобные, благоверные, святители и т. д.), но и по распространённости и масштабу их почитания: среди них выделялись «местнохрамовые», «местноепархиальные» и «общенациональные».
В Русской православной церкви канонизация местнохрамовых и местноепархиальных святых осуществлялась правящим архиереем с ведома её главы (сначала Митрополита, позднее — Патриарха всея Руси). Акт канонизации мог ограничиваться лишь устным благословением на почитание того или иного местного подвижника, и поэтому имеется довольно большое число святых, начало почитания которых не имеет письменного определения, однако фактически почитающихся.
Монастырское почитание подвижников могло начинаться по решению совета монастырских старцев, которые впоследствии утверждалось местным епископом.
Разделение местночтимых святых на чтимых в пределах целой епархии и на почитаемых только в одном монастыре или приходе во времена академика и историка Русской церкви Е. Е. Голубинского составляло часть живой церковной жизни, однако в настоящее время в практике Русской православной церкви имеет место лишь епархиальный вариант местного почитания.
Характер почитания местночтимых и общецерковных святых одинаков. Помощи святых просят в общественных церковных и частных молитвах, в их честь составляют молебны, во имя их освящают престолы и храмы, устраивают ежегодные празднества (память), почитаются их мощи и иконы.
Возникновение категории местночтимых святых исследователи связывают со следующим:

В области культа святых можно различить два фактора, находящихся в постоянном взаимодействии: с одной стороны — народ с неудержимым стремлением воздавать религиозное почитание лицам, отличавшимся по его, народному убеждению, святой жизнью, с другой — церковную власть, ставившую границы этому народному стремлению по тем или иным соображениям. …чаще бывало, что превозмогала церковная власть и ей удавалось устранить уже начавшийся культ умершего, которого народ почитал за святого; наконец, в иных случаях устанавливались, так сказать, компромиссы между двумя сторонами, результат таких компромиссов можно видеть в культе почитаемых усопших, а отчасти и в канонизациях к местному празднованию.

## История
В ранней церкви, почитание святых, в основной своей массе, начиналось как местное празднование памяти святых «в каждой отдельной епархии».
В средние века в России местночтимые святые могли почитаться в одном монастыре или в одном приходском храме, а в некоторых случаях литургическое празднование[прояснить] местночтимых святых даже не получало санкции местного епископа.
В Синодальный период с 1721 до 1894 года канонизации местночтимых святых совсем прекратились. Для наиболее почитаемых из них установилось общецерковное почитание (киево-печерские святые и ряд других местночтимых святых).
Массовое закрытие малых монастырей и пустыней постепенно приводило к забвению местных празднований их основателей. В указанный период были установлены празднования трёх местных «Соборов» (Собор Волынских святых, Собор Новгородских святых, Собор Вологодских святых), которые также были призваны возродить епархиальное почитание святых.
В XVIII веке произошла «деканонизация» ряда местночтимых святых, однако в XIX веке почитание многих местночтимых святых было восстановлено.
По распоряжению Синода и епархиальных архиереев прекращено празднование некоторым местночтимым святым:
- ок. 1721—1723 года — преподобный Корнилий Переяславский;
- 1722 год — блаженный Симон Юрьевецкий, чудотворец, Христа ради юродивый;
- 1745 год — благоверные князь Владимир и княгиня Агриппина Ржевские;
- 20 ноября 1746 года — благоверный князь мученик Феодор Стародубский, чудотворец;
- 1746 год — мученик Василий Мангазейский, сибирский первомученик;
- 1778 и 1849 годах — преподобный Савватий Тверской;
- 1801 год — праведный Прокопий Устьянский, чудотворец.

В ряде случаев (Владимир и Агриппина Ржевские, Феодор Стародубский) гробницы святых были разрушены после деканонизации.
Деканонизированные синодальной Церковью святые продолжали почитаться старообрядцами.

## Процедура канонизации в РПЦ
Правила, которыми руководствовалась Русская церковь при причислении подвижников к лику святых, были унаследованы от Константинопольской церкви. Право канонизации общецерковных святых принадлежало предстоятелю церкви, митрополиту (позднее — патриарху всея Руси) всея Руси при участии Собора русских иерархов. Право канонизации местнохрамовых и местноепархиальных святых принадлежало правящему архиерею с ведома митрополита или патриарха и могло ограничиваться лишь устным благословением на почитание местного подвижника.
В настоящее время, для причисления к лику местночтимых святых в Русской Православной Церкви установлен следующий порядок:
- соборное решения правящего архиерея, клира и мирян епархии;
- положительное решение материалов, представленных епархией комиссией Священного Синода по канонизации святых;
- при положительном решении комиссии — утверждение Патриархом.

При этом критерии канонизации (безукоризненная вера, христианские добродетели, явленные Богом через человека чудеса) для местночтимых святых аналогичны общецерковным святым.
Почитание мощей, составление молитв, написание икон местночтимых святых возможно только после их канонизации (это правило относится и к общецерковным святым). В отношении литургического аспекта почитания в 1993 году Священный Синод РПЦ вынес следующее определение:

В том случае, если имеются тропарь и кондак местночтимому святому, а службы не имеется, то совершать службы этому святому можно по Общей Минее. В том случае, если нет местночтимому святому тропаря и кондака, то общими тропарями, кондаками и службами пользоваться можно по роду его подвижничества. Что же касается составления новых тропарей, кондаков и служб данному подвижнику, то эта инициатива может исходить от правящего архиерея, который должен обратиться к Святейшему Патриарху с проектом соответствующих служб или с просьбой о составлении таковых в Богослужебную Комиссию.

В ряде случаев после местного прославления святых канонизируют и для общецерковного почитания и направляют имена новопрославленных святых предстоятелям других поместных Православных церквей для включения их в святцы.

## Известные местночтимые святые
- Король Англии Эдуард Исповедник (почитается в Сурожской епархии)
- Даниил Ачинский (почитается в Красноярской епархии)
- Василий Павлово-Посадский
- Варнава Гефсиманский
- Японский дипломат Сугихара, Тиунэ
- Феодосий Кавказский (почитается в Ставропольской Митрополии, однако прославлен Митрополитом Гедеоном без одобрения Синодальной Комиссии по Канонизации Святых)

Местночтимые святые, ставшие общецерковными
- Лука (Войно-Ясенецкий)
- Филарет (Амфитеатров)
- Мария Дивеевская[17]
- София Суздальская (вел. кн. Соломония Сабурова)
- Трифон Вятский
- Димитрий Донской
- Пётр Могила
- Ярослав Мудрый
- София Слуцкая
- Далмат Исетский
- Павел Таганрогский
- Фёдор Ушаков